# 荒川和夫
荒川和夫（日语：／ Arakawa Kazuo，1927年10月25日—2020年1月5日），日本实业家，札幌啤酒公司原社长。

## 生平
1927年10月25日生于愛知縣名古屋市。1951年毕业于东京商科大学。同年进入日本麦酒公司（1964年改称札幌啤酒公司）工作。1971年任营业企画部長。1973年任营业部長。1975年升任董事。1979年任常务董事。1981年任执行董事。1983年升任副社长。1989年3月至1995年3月任社长。任内为札幌工廠和惠比壽花園廣場新店的开业做出了巨大贡献。退休后任名誉顾问。1997年获授勳三等旭日中綬章。2020年1月5日下午2时在家中逝世，终年92岁。